# 上臂割齒喉盤魚
上臂割齒喉盤魚，為輻鰭魚綱鱸形目喉盤魚亞目喉盤魚科的其中一種，分布於中東太平洋的加利福尼亞灣海域，體長可達8.5公分，屬底棲性魚類，棲息在潮間帶的岩石區，屬肉食性，以藤壺、貝類及小型甲殼類為食。